# 俄羅斯入侵烏克蘭時間軸 (2022年11月)

俄羅斯入侵烏克蘭的動態地圖（参见可交互的俄烏戰爭詳細地圖）

本條目主要列出俄罗斯入侵乌克兰在2022年11月的過程。自乌克兰于此月夺回南部城市赫尔松和东北部大片地区的重大反攻以来，战争进入僵持阶段，战争局势并未有重大进展。

## 11月1日
美国国务院发言人表示俄罗斯在10月31日和11月1日共向烏克蘭发射了大约100枚导弹。
俄罗斯下令居住在第聂伯河东岸附近的数万名乌克兰平民搬迁。
乌克兰总统泽连斯基表示，乌克兰40%的能源基础设施已遭到破坏。
黑海粮食外运联合协调中心联合国秘书处发布声明称，乌克兰、土耳其和联合国代表团同意11月2日将不安排任何船只在《黑海谷物倡议》下航行。这是黑海谷物倡议执行以来，联合协调中心首次中断船只航行。

## 11月2日
俄罗斯国防部宣布，由於俄方收到了乌克兰方面关于不利用黑海运粮走廊和乌克兰港口对俄进行军事行动的保证，俄方决定恢复执行《黑海谷物倡议》。

## 11月3日
美國指控北韓偷偷向俄羅斯提供火炮。
俄羅斯釋放了107名烏克蘭戰俘。
国际原子能机构表示，该机构在应乌克兰要求检查的三个地点没有发现任何未申报的核活动迹象。俄罗斯指责乌克兰抹去了髒弹的证据。
俄罗斯国防部通报称，俄军击退乌方在多地的进攻。乌克兰方面则表示，乌军过去一天在南部战线对俄军实施约150次火力打击。
俄罗斯国家原子能公司表示，扎波罗热核电站中的两个机组停止向民用供暖系统供热。該公司將責任歸咎於烏克蘭。乌克兰原子能公司表示，受炮击影响，扎波罗热核电站与乌克兰能源系统连接的高压输电线路2日晚中断，被迫启用20台柴油发电机临时供电。乌克兰总统泽连斯基表示，当天乌克兰有450万人遭遇停电。
俄羅斯任命的一名赫尔松官员透露，俄军应该会从赫尔松的第聂伯河西岸撤军，他還呼吁平民离开第聂伯河西岸。美國國防部部長表示，乌克兰有能力从俄罗斯手中夺回赫尔松市。

## 11月4日
乌克兰基辅市市长表示當天上午该市有约45万户家庭失去电力供应。
俄罗斯总统普京表示，应将赫尔松地区的平民从战斗行动区域撤离。赫尔松市当地政府宣布该地区进入24小时戒严状态。
乌克兰国防部长列兹尼科夫表示，俄军可能会从赫尔松地区撤离。西方国家正集中向乌克兰提供一批防空系统，其中包括霍克地空导弹、艾瑞斯特防空系统、国家先进地对空导弹系统、响尾蛇地空导弹等。
美国国防部宣布再向乌克兰提供价值约4亿美元的新一批军事援助。

## 11月5日
伊朗外交部长表示，在乌克兰冲突之前几个月，伊朗就向俄罗斯提供了无人机，不過只向俄羅斯提供少量無人機。这是伊朗方面首度承认向俄罗斯提供无人机。不過烏克蘭總統駁斥伊朗只少量供應俄羅斯的說法，他表示烏克蘭光是4日就擊落了11架伊朗無人機。
中華民國外交部表示，25歲的台灣男子曾聖光在烏克蘭戰場陣亡，這是自俄羅斯入侵烏克蘭領土以來第一個來自台灣的已知陣亡者。
俄羅斯總統普京簽署一項總統令，允許正在服刑的重罪犯直接參軍。預計俄羅斯方面將通過這一途徑再動員數十萬人。

## 11月6日
据华盛顿邮报报道，美国私下鼓动乌克兰表示愿意与俄罗斯谈判。而国务院表示，莫斯科正在升级战争。
有一名澳大利亞人在烏克蘭陣亡，他是已知第三位在烏克蘭陣亡的澳大利亞人。據估計烏克蘭境內有200-600名來自澳大利亞的戰鬥人員。

## 11月7日
雖然烏克蘭不斷反攻俄羅斯，但俄羅斯繼續攻擊烏克蘭頓涅茨克州。烏克蘭總統澤連斯基指出，俄羅斯對頓涅茨克的攻擊繼續持續中。

## 11月8日
朝鲜国防部否认該國向俄罗斯提供武器弹药用于乌克兰战争。
俄羅斯任命的赫尔松地方官员表示，当地居民从第聂伯河右岸集中转移至左岸的工作已经完成。

## 11月9日
俄罗斯国防部长谢尔盖·绍伊古宣布，俄罗斯军队将撤出赫尔松市。俄罗斯国防部通报称，俄军過去一天在顿涅茨克南部击退乌军进攻；第聂伯罗彼得罗夫斯克摧毁储存海马斯多管火箭炮弹药的仓库；在尼古拉耶夫击落一架乌军米-8直升机。赫尔松当地官员表示，俄军过去一天在赫尔松的三个方向上击退乌军进攻，同时俄军还发现大量使用英语和波兰语的外籍雇佣兵。不過烏克蘭方面對於俄羅斯撤軍消息表示懷疑，烏克蘭總統顧問波多利雅科表示沒有看到俄羅斯不戰而退的跡象，俄羅斯仍有一部分部隊留守在赫爾松。
乌克兰方面表示，乌军过去一天在南部战线对俄军多处实施打击。乌克兰东部集团军表示，巴赫穆特和阿夫迪伊夫卡方向战况胶着，当地俄军在乌方防守下每天损失较大。乌克兰敖德萨地区军事部门通报，乌军过去一天在南部战线摧毁斯卡多夫斯克的一处俄军基地，同时打击梅利托波尔的俄军据点，并对别里斯拉夫的弹药库进行攻击。
英国国防大臣本·华莱士宣布，英国将在短期内完成向乌军交付大约1000枚额外的地对空导弹。
歐洲聯盟執行委員會公布一項180億歐元烏克蘭經濟援助計畫。這項計畫以為期35年貸款的形式每月向烏克蘭提供15億歐元貸款，利息由歐盟支付。

## 11月10日
一名美国官員表示，将从韩国军火制造商那里购买10万发155毫米榴弹炮炮弹提供给乌克兰。
俄罗斯国防部通报称，俄军打击了乌方反炮兵雷达，并摧毁弹药库和燃料储存仓库。
乌克兰武装部队总司令扎卢日内表示，乌克兰武装部队在赫尔松方向持续推进，过去一天重新控制超过260平方公里的12个定居点。乌克兰总统办公室主任顾问波多利亚克表示，乌克兰总统办公室已开始讨论与俄方开启谈判的前提条件。
美國宣佈再向烏克蘭提供4億美元的軍事援助。

## 11月11日
烏克蘭軍隊進入赫爾松市。
烏克蘭國防部表示，赫爾松正在返回烏克蘭控制中，烏克蘭並命令任何剩餘的俄羅斯軍隊向進入該市的烏克蘭軍隊投降。
俄罗斯国防部表示，赫尔松方向的所有俄罗斯军人都渡过了第聂伯河并进入了事先准备完毕的防线和阵地。在渡过第聂伯河的过程中，俄罗斯军队的人员、武器、军事装备和物资没有损失。俄罗斯总统新闻秘书佩斯科夫表示撤退的決定是由國防部做出的。當被記者問到這是否是對普京的羞辱時，佩斯科夫說：“不是。”佩斯科夫還表示，特别军事行动可以在其目标实现后终止，也可以通过和平谈判实现目标来结束，但由于乌克兰方面采取的立场，和平谈判目前是不可能的。

## 11月12日
俄羅斯宣布烏克蘭東南部港口城鎮海尼切斯克是俄佔赫爾松的新「臨時首府」，主要行政機構皆已遷往該處。
美國國務卿布林肯表示，烏克蘭將就所有對俄羅斯的談判框架制定相關時間和內容。

## 11月13日
烏克蘭武裝部隊已經重新控制了赫爾松地區近60個地方。烏克蘭軍隊正在實施穩定局勢的措施。該州軍事管理部門的官方代表已經回到赫爾松，並在那裡開始辦公。
卢甘斯克市發生爆炸。

## 11月14日
乌克兰總統弗拉基米尔·泽连斯基突訪剛剛從俄軍手中收復的赫爾松市。
儘管俄軍已經撤出該市，但克里姆林宮仍表示，在九月公投中選擇加入俄羅斯的赫爾松及周邊地區仍然屬於俄罗斯。
聯合國大會通過一項決議，要求俄羅斯應該賠償烏克蘭。

## 11月15日
烏克蘭官方表示，俄羅斯佔領的梅利托波爾市早上發生大爆炸事件。
一枚炮彈擊中了波蘭靠近烏克蘭邊境的村莊普熱沃杜夫，造成兩人死亡。美國匿名情报官員指出此次炮擊是烏克蘭出于防御俄罗斯攻击而所为。
俄羅斯以飛彈狂轟猛炸烏克蘭全境的大城和能源基礎設施，造成至少一人喪生和廣泛斷電。基輔當局表示，這是俄羅斯侵略烏克蘭將近9個月以來，發動最猛烈的飛彈攻擊。

## 11月16日
瑞典政府宣布，將向烏克蘭提供價值2.87億美元的額外軍事援助，其中包括一套防空系統。
南方作战指挥部表示，烏克蘭軍隊繼續炮擊位於第聶伯河右岸以及金本沙嘴的俄軍陣地。

## 11月17日
联合国秘书长古特雷斯、土耳其总统埃尔多安、乌克兰官员以及俄罗斯媒体确认，即将到期的黑海谷物倡议获得120天续期。
一枚飛彈擊中南部城市扎波罗热附近的維利尼揚斯克一棟公寓，造成7人死亡。
乌克兰总统泽连斯基表示，受俄军导弹袭击影响，文尼察、敖德萨、苏梅和基辅电力供应中断严重。

## 11月18日
乌克兰政府指責俄軍的導彈攻擊，已癱瘓烏克蘭接近一半的能源系統，首都基輔當局更警告在入冬之際，當地可能面對電網完全關閉的困境。
乌克兰官员表示，乌克兰全國电力基本上全部恢复。
乌克兰铁路公司恢复了从基辅向赫尔松方向的首班列车。
俄罗斯国防部通报称，俄羅斯使用远程精确制导武器对乌克兰军事指挥设施、军工厂以及乌军的燃料和能源设施实施打击。俄军還在顿涅茨克方向、库皮扬斯克方向和红利曼方向继续打击乌军，击中大量装甲车辆。此外，俄军防空部队还击落乌军2架无人机并拦截了10枚火箭弹。乌克兰方面表示，乌军过去一天打擊了新卡霍夫卡附近的俄军雷达站，同时乌军还继续在第聂伯河附近打击当地俄军的运输和后勤补给线。
俄羅斯國防部表示有视频显示乌克兰士兵蓄意射杀逾10名俄罗斯战俘，烏克蘭國防部則反駁是趴在地上要投降的10名俄軍士兵企圖詐降，並且已出現攻擊烏克蘭士兵的行為。

## 11月19日
烏克蘭總統澤連斯基宣布，英國新任首相蘇納克將抵達基輔，進行他上任以來的首次對烏克蘭的訪問。
英國宣布向烏克蘭提供價值5000萬英鎊的防空系統。

## 11月20日
俄國外交部發表聲明，指控烏克蘭發動砲擊，並稱烏克蘭 「意圖在札波羅熱核電廠周遭製造人為災難」 。
新西蘭國防部部長到訪烏克蘭。
烏克蘭總統澤倫斯基表示，開戰至當天，俄羅斯已對烏克蘭發射超過四千七百枚飛彈，烏東地區單日遭到俄軍近四百次砲擊。烏克蘭數百座城市被毀，數千人死亡，數十萬人被俄軍轉移至俄國境內，數百萬人逃往其他國家。

## 11月22日
美国财政部长表示，对乌克兰的45亿美元财政援助将在未来几周内开始支付。

## 11月23日
歐洲議會宣佈俄羅斯為「支持恐怖主義的國家」。
俄羅斯朝烏克蘭的住宅區和能源基礎設施至少發射了65至70枚導彈，導致烏克蘭境內大部分地區停電，一些核電站因此關閉。受烏克蘭停電影響，摩爾多瓦不少地區同樣經歷了停電。
美国国务卿宣布美国将向乌克兰增加四亿美元军事援助。
英国国防大臣本·华莱士宣布英国将向乌克兰额外提供10000枚火炮弹药，并首次向乌方提供数架“海王”直升机。

## 11月24日
法国外交部指责俄罗斯在乌克兰犯下战争罪，并强调俄罗斯23日对乌克兰大规模轰炸不是为了追求任何军事目标。法国总统马克龙表示任何针对民用基础设施的军事打击都是战争罪，不能不受惩罚。
乌克兰总统办公室副主任表示，乌克兰各州供电恢复。
烏克蘭和俄羅斯兩國互相交換50名戰俘。兩國累計交換超過1000名戰俘。

## 11月25日
烏克蘭總統澤連斯基表示，在俄羅斯對烏克蘭發動大規模襲擊兩天後，仍有超過600萬戶家庭沒有電力供應。烏克蘭首都基輔近半數居民家庭斷電。
国际原子能机构总干事表示，乌克兰所有核电站都再次接入国家电网。

## 11月29日
美国国务卿布林肯表示，美国将向乌克兰提供逾5300万美元资金，用于关键能源基础设施供应。

## 11月30日
乌尔苏拉·冯德莱恩表示俄羅斯入侵烏克蘭以來已造成烏克蘭6000亿欧元的經濟損失。另外開戰以來烏克蘭已有10萬軍人和2萬平民喪生。
俄罗斯国防部发言人科纳申科夫表示，在顿涅茨克方向，俄军完全控制了两个定居点。俄军还在库皮扬斯克、红利曼和南顿涅茨克方向打击乌军多部战斗车辆。同时，俄防空部队击落乌军1架苏-25战机，8架无人机，拦截8枚火箭弹。俄国防部长绍伊古表示，超过30万名部分动员的军事人员2个月内在俄罗斯和白俄罗斯的100多个训练场完成了训练。
乌克兰武装部队总参谋部表示，乌军过去24小时在顿涅茨克和卢甘斯克的6处定居点附近击退俄方进攻。乌空军对俄方人员、武器和军事装备集中区实施15次打击，对俄方防空导弹系统阵地进行2次打击。另外，乌军还击落3架俄方无人机。
美军与雷神公司签署了一份价值12亿美元的合同，为乌克兰采购6套NASAMS。
乌克兰驻西班牙大使馆收到含有爆炸物的信件並发生爆炸，一名工作人员受轻伤。西班牙萨拉戈萨军火制造厂同樣收到含有爆炸物的信件。西班牙向乌克兰支援的部分武器系该军火制造厂所制造。